# يو إف سي في 2002
كان عام 2002 هو العام العاشر في تاريخ بطولة القتال النهائي (يو إف سي)، وهي عبارة عن ترويج لفنون القتال المختلطة مقره الولايات المتحدة. في عام 2002، عقدت يو إف سي 7 أحداث بدءاً من يو إف سي 35: ألقى.

## قائمة الأحداث
| #   | الحدث                              | التاريخ        | المكان                     | الموقع                                 | الحضور |
| --- | ---------------------------------- | -------------- | -------------------------- | -------------------------------------- | ------ |
| 045 | يو إف سي 40: ثأر                   | 22 نوفمبر 2002 | إم جي إم جراند جاردن أرينا | لاس فيغاس، نيفادا، الولايات المتحدة    | 13٬770 |
| 044 | يو إف سي 39: عودة المحاربين        | 27 سبتمبر 2002 | موهيغان صن أرينا           | أونكاسفيل، كونيتيكت، الولايات المتحدة  | 7٬800  |
| 043 | يو إف سي 38: شجار في القاعة        | 13 يوليو 2002  | قاعة ألبرت الملكية         | لندن، إنجلترا، المملكة المتحدة         | 5٬000  |
| 042 | يو إف سي 37.5: كما يحصل في الحقيقة | 22 يونيو 2002  | بيلاجيو                    | لاس فيغاس، نيفادا، الولايات المتحدة    | 3٬700  |
| 041 | يو إف سي 37: تأثير عالي            | 10 مايو 2002   | سنتري تل سنتر              | بوسير سيتي، لويزيانا، الولايات المتحدة | 7٬200  |
| 040 | يو إف سي 36: تصادم العوالم         | 22 مارس 2002   | إم جي إم جراند جاردن أرينا | لاس فيغاس، نيفادا، الولايات المتحدة    | 10٬000 |
| 039 | يو إف سي 35: ألقى                  | 11 يناير 2002  | موهيغان صن أرينا           | أونكاسفيل، كونيتيكت، الولايات المتحدة  | 9٬600  |